# Clemensia brunneomedia
Clemensia brunneomedia là một loài bướm đêm thuộc phân họ Arctiinae, họ Erebidae.